# Burning Up (Nick Carter)
Burning Up è un brano musicale di  Nick Carter pubblicato come terzo singolo del suo secondo album da solista I'm Taking Off. Lo stile dalla canzone va in una direzione decisamente diversa dalle precedenti canzoni di Carter essendo una canzone molto Dance da discoteca, svela un nuovo lato del cantante statunitense.

## Tracce
1. Burning Up (Album Version)
2. Burning Up (Clean Edit)